# Laminacauda maxima
Espèce
Laminacauda maxima est une espèce d'araignées aranéomorphes de la famille des Linyphiidae.

## Distribution
Cette espèce est endémique d'Inaccessible dans l'archipel de Tristan da Cunha,.

## Description
Les mâles mesurent de 6,2 à 6,7 mm et la femelle paratype 8,2 mm.

## Étymologie
Son nom d'espèce lui a été donné en référence à sa taille.

## Publication originale
- Millidge, 1985 : Some linyphiid spiders from South America (Araneae, Linyphiidae). American Museum novitates, no 2836, p. 1-78 (texte intégral).